# Nadproudová ochrana
Nadproudová ochrana je souhrnný název pro elektrotechnické zařízení, které umožňuje ochranu elektrického vedení, elektrického stroje, elektrického přístroje nebo elektrické součástky. Chrání například elektromotor před přehřátím vlivem vyšších hodnot elektrického proudu, který by stroj příliš tepelně zatěžoval a zkracoval jeho životnost.

## Rychlost reakce nadproudové ochrany
Rychlost zapůsobení nadproudové ochrany pojistky/jističe je závislé na velikosti a době/času, po který procházel elektrický proud ochranou. Vypnutí ochrany odpojí chráněný obvod.
- Dlouhodobé působení nadproudu, který překračuje jmenovitou hodnotu nadproudové ochrany, způsobí přetavení pojistky nebo vypnutí tepelné ochrany jističe (obvykle tvořené bimetalovým páskem). V pojistce se přetaví tavný drátek.

- Krátkodobé působení proudu, který značně překračuje jmenovitou hodnotu nadproudové ochrany pojistky/jističe (např. vlivem zkratu) způsobí rychlé vypnutí ochrany. Jistič odpadne vlivem zkratové ochrany tvořené elektromagnetem. V pojistce se přetaví tavný drátek.

## Nadproudové ochrany – druhy
- Pojistky – součástky, u kterých při překročení mezní hodnoty elektrického proudu a času dojde k přetavení tavného drátku v pojistce a tím k přerušení obvodu. Děj je nevratný. Pojistka nesmí být opravována. Vadnou pojistku je nutno nahradit jinou s odpovídající proudovou a tavnou charakteristikou. Některé pojistky lze vybavit pomocným kontaktem signalizace zapnutého/vypnutého stavu.

- Jističe – u jističe je vypnutí vratný děj. Jistič je možno zapnout ručně ovládací páčkou, nebo dálkově. Jistič lze vybavit pomocnými elementy. Jsou to například: kontakt signalizace zapnutého/vypnutého stavu, podpěťovou cívkou, vyrážecím elektromagnetem, zařízením pro opětovné zapnutí (OZ), dálkové zapnutí/vypnutí atd.